# Indocalamus bashanensis
Indocalamus bashanensis là một loài thực vật có hoa trong họ Hòa thảo. Loài này được (C.D.Chu & C.S.Chao) H.R.Zhao & Y.L.Yang mô tả khoa học đầu tiên năm 1985.